# Afrikaanse drieklauw
De Afrikaanse drieklauw of gewone drieklauw (Trionyx triunguis) is een schildpad uit de familie weekschildpadden (Trionychidae). Het is tegenwoordig de enige soort uit het geslacht Trionyx. De soort werd voor het eerst wetenschappelijk beschreven door Peter Forsskål in 1775. Oorspronkelijk werd de wetenschappelijke naam Testudo triunguis gebruikt.

## Uiterlijke kenmerken
De kleur van het schild is beige-bruin, de buik is meestal lichter tot wit en het schild is zeer plat en heeft iets weg van een pannenkoek. Het schild is enigszins geribbeld in het midden en heeft vele kleine, lichtere vlekjes, vooral langs de randen. De onderzijde van de ledematen is geel, de bovenzijden van de ledematen en de kop zijn olijfgroen met gele ronde vlekjes. De neuspunt is verlengd en iets breder en afgeplat als bij andere soorten en doet enigszins denken aan een snavel. Het is met ongeveer 70 centimeter een grotere soort weekschildpad, uitschieters tot boven 90 centimeter zijn ook bekend. De mannetjes zijn van de vrouwtjes te onderscheiden door een dikkere en langere staart.

## Levenswijze
Zoals alle weekschildpadden heeft ook deze soort geen hoornplaten op het relatief zachte schild en brede poten met zwemvliezen tussen de tenen. Hierdoor kan in het water sneller worden gezwommen, maar op het land zijn deze eigenschappen juist een nadeel. De Afrikaanse drieklauw komt alleen uit het water om eitjes af te zetten of om te zonnen, maar deze activiteiten vinden altijd direct langs de waterkant plaats.
De schildpad leeft in ondiepere delen van grotere wateren; grote meren en rivieren, onder andere in de Nijl. Met name de warmere delen van langzaam stromend zoetwater hebben de voorkeur, maar ook in brakwater is de soort aangetroffen en zelfs in zee, kilometers van een riviermonding.

## Algemeen
De Afrikaanse drieklauw komt voor in grote delen van Afrika; van Egypte tot Angola en van Senegal tot Somalië en ook in uiterst zuidelijk Europa in zuidelijk Turkije.
Het voedsel bestaat uit allerlei dieren die in het water leven, zoals slakken, vissen en amfibieën, ook aas en plantendelen worden wel gegeten.